# 奏者番
奏者番（そうじゃばん/そうしゃばん）是日本江戶幕府和藩的一個役職，負責城中武家禮式的管理。
在大名、旗本參謁將軍之際，奏者番負責接收大名的貢品，確認貢品內容並向將軍報告。此外，將軍下賜物品的命令也由奏者番傳達。奏者番還負責傳達大名轉封等重大事情的命令，當大名家遭遇不幸時，將軍也會派遣奏者番作為上使進行慰問。
幕府奏者番的定員數一般為20至30名。某些藩也會設置奏者番的職務。